# جرمی زوکرمن

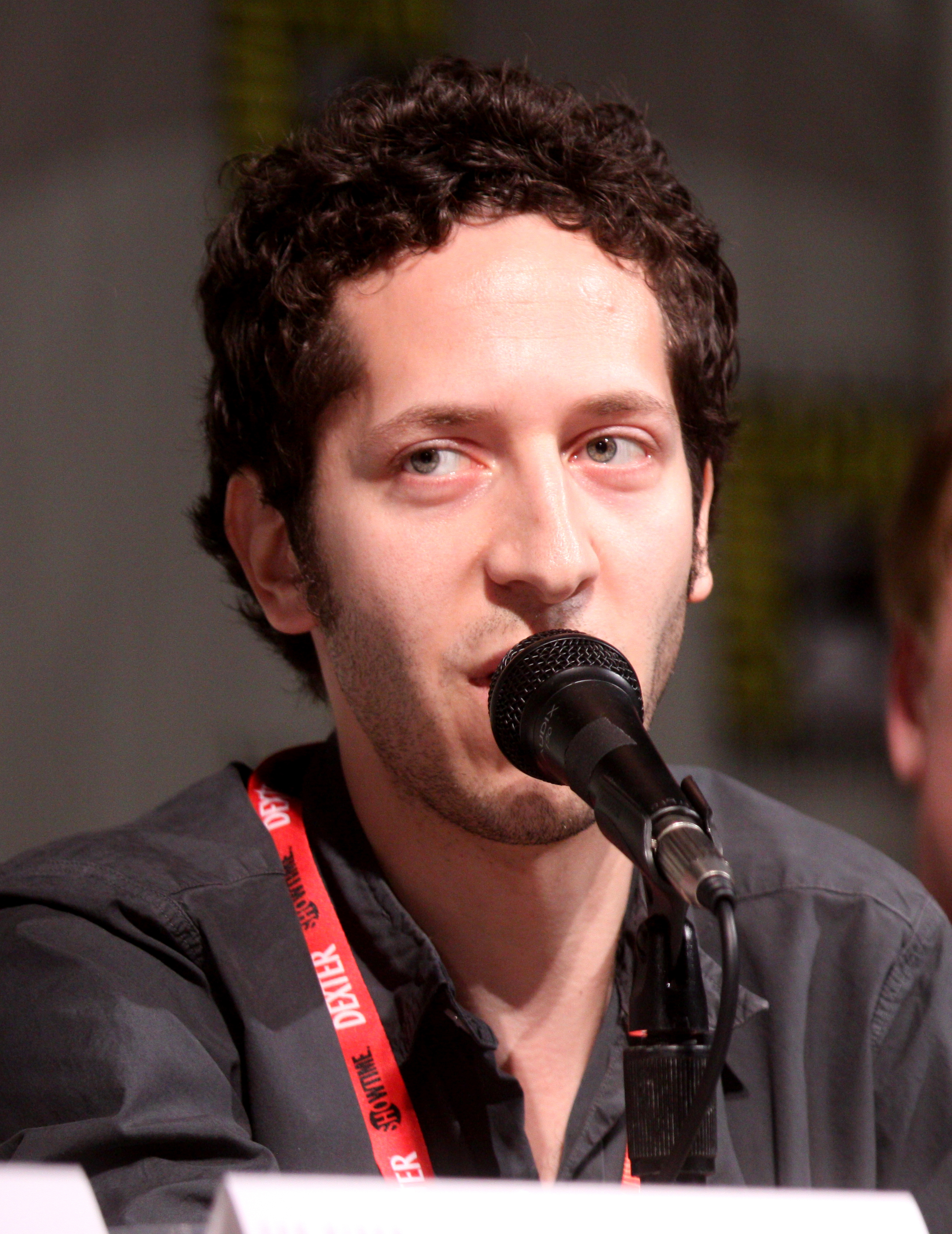
زوکر من در کامیک-کان بین‌المللی سن دیگو۲۰۱۱.

جرمی زوکرمن (انگلیسی: Jeremy Zuckerman) یک آهنگساز وموسیقی دان اهلامریکا است. وی به علت اهنگسازی‌هایش برای سریال های تلویزیونی مشهور شده است